# Maud și Miska Petersham
Maud Fuller Petersham (5 august 1890 - 28 noiembrie 1971) și Miska Petersham (20 septembrie 1880 - 15 mai 1960) au fost scriitori și ilustratori americani ce au ajutat la stabilirea direcției pentru cărțile de copii ilustrate așa cum le știm în ziua de astăzi. Cei doi au lucrat îndeaproape cu editori de cărți pentru copii precum Louise Seaman Bechtel și May Masse. Au lucrat împreuna timp de mai bine de cinci decenii. Au produs ilustrații pentru mai mult de 120 de manuale, antologii și cărți ilustrate. Din 50 de cărți scrise și ilustrate de amândoi, multe au fost recunoscute cu premii importante și aprecierea criticilor. Sunt recunoscuți pentru tehnica excelentă, culorile bogate și introducerea temelor moderniste și folk internațional.

## Biografie
Maud Fuller s-a născut pe 5 august 1890 în Kingston, New York într-o familie cu rădăcini Yankee. Mama ei provenea din familia Sisson. Tatăl ei a fost un preot Baptist ce și-a mutat familia de nenumarate ori. A treia dintre cele patru fiice, Maud a absolvit Colegiul Vassar în 1912 și a studiat mai târziu la New York School of Fine and Applied Art. În timp ce lucra la Serviciul de Artă Internațională (International Art Service - IAS), o firma de design grafic din New York City, l-a întâlnit pe viitorul ei soț, Miska Petersham.
Miska (Petrezselyem Mihaly) s-a născut în Torokszentmiklos, Ungaria pe data de 20 septembrie 1880, fiul unui tâmplar și fierar. Miska a studiat la Royal National School for Applied Arts din Budapesta. Și-a completat studiile în 1911 și s-a mutat la Londra iar în șase luni a călatorit și a ajuns la New York. A găsit rapid un loc de muncă la  Serviciul de Artă Internațională (International Art Service - IAS) o firma de design grafic cu un stil european modernist înființat de Arthur Wiener.